# カラオラ
カラオラ(Calahorra)は、スペイン・ラ・リオハ州のムニシピオ（基礎自治体）。人口ではラ・リオハ州第2の都市である。エブロ川とシダコス川の合流地点に位置する。農業が中心のコマルカ・デ・リオハ・バッハの中心自治体である。

## 由来
カラオラは、ティトゥス・リウィウス、後にストラボンの著作に初めて名前が登場した。1199年、サン・ミジャン・デ・ココジャの修道院に特権を与える旨記した教書には、カラグラ (Calagurra) の名が残っている。

## 歴史

### 古代
カラオラには新石器時代から人が定住し、鉄器時代からある程度の人口が定着していた。丘の上という戦略的な位置にあったため、紀元前187年、ローマが一帯を征服した。ローマ時代にはカラグリス・ナッシカ・ユリア (Calagurris Nassica Iulia) の名で呼ばれた。
セルトリウスの反乱（紀元前80年 - 紀元前72年）では、グナエウス・ポンペイウスと争ったクィントゥス・セルトリウス側にカラグリスは付き、紀元前76年から抵抗した。しかしわずか4年後、兵糧を絶たれて飢えたカラグリスは、ポンペイウス側のルキウス・アフラニウス によって征服された。
ユリウス・カエサル、そしてアウグストゥス帝はカラグリスをムニキピウムとし、都市計画を整備し、ローマの経済と政治を導入した。発掘された遺跡からは、浴場、闘技場、アンフィテアトルムが見つかっている。硬貨を鋳造し、司法の中心地であったこともわかっている。著名な修辞学者クインティリアヌスは、カラグリスの生まれである。
カラブリスは、バスク人の都市と同様に、ローマ時代にキリスト教を受け入れたと考えられている。4世紀から5世紀まではカトリック教会のカラオラ司教座が置かれていた。

### 中世
714年、イスラム軍がカラブリスを征服した。彼らはこの地の農業と都市化に貢献した。戦略的に重要な位置にあったことは、アラブ人支配時代でも変わらなかった。幾度かキリスト教徒軍との間で占領・再占領が繰り返された後、1045年4月、ナヘラ王ガルシア3世がカラブリスを征服し、ナヘラ＝パンプローナ王国（ナバラ王国の前身）へ併合した。ラ・リオハ全体が、カスティーリャ、ナバラ、アラゴンの3国が接する国境地帯であった。ナバラとアラゴンとの争いの末、カスティーリャ王アルフォンソ6世がカラオラをカスティーリャへ併合した。

### ユダヤ人
カラオラには、独自法で治められ、壁で他とは隔絶された状態のゲットーがあった。最初にユダヤ人が定着したのは11世紀で、繁栄を謳歌した14世紀にはおよそ600人が暮らしていた。このゲットーには、中世ユダヤ著作家アブラハム・イブン・エズラが暮らしていたことがある。トラスタマラ朝のエンリケ2世がカラオラを占領した時、多くのユダヤ人たちがナバラへと逃れた。カトリック両王のグラナダ勅令によってスペインからユダヤ人が追放され、カラオラに住んでいたユダヤ人たち（CalahoraまたはCalahorraの姓を持っていた）は多くがクラクフへ逃れるか、キリスト教に改宗した。ゲットーの場所はキリスト教徒の住宅地となり、かつてあったシナゴーグの場所にはサン・セバスティアン小聖堂が、トーラーがあった場所には大聖堂付属博物館が現在たっている。

### 近代・現代
1512年、アラゴン王フェルナンド2世のナバラ征服によって、ラ・リオハ全体が平定された。1522年3月22日、ローマ教皇ハドリアヌス6世がカラオラを訪れた。
19世紀、鉄道が敷かれ、缶詰工場が作られた。

## 史跡
- パセオ・デ・メルカダル (es:Paseo del Mercadal) - 500mの長さの歩道。ローマ時代はこれが市外に伸びており、近くには闘技場があった。
- サンタ・マリア・デ・カラオラ大聖堂 (Catedral de Santa María de Calahorra) - 17世紀の建物。市の守護聖人エメテリオとセレドニオに献堂されている。

## 姉妹都市
- モンテ・コンパトリ、イタリア
- コサード、フランス